# Sanji
Vinsmoke Sanji (ヴィンスモーク・サンジ?, Vinsumōku Sanji), noto semplicemente come Sanji (サンジ?), è uno dei protagonisti del manga One Piece, scritto e disegnato da Eiichirō Oda, e delle sue opere derivate.
Inizialmente un cuoco sul ristorante galleggiante Baratie, Sanji entra a far parte della ciurma di Cappello di paglia dopo aver assistito allo scontro tra Monkey D. Rufy e Creek, incoraggiato dai suoi colleghi e dal suo mentore Zef a prendere il mare per inseguire il suo sogno di trovare il leggendario All Blue. Per preservare le sue mani per cucinare, egli combatte ricorrendo esclusivamente alle sue gambe. Accanito fumatore, è estremamente galante e attratto dal sesso opposto. Durante gli eventi di Zo e di Tottoland, viene rivelata la sua appartenenza alla famiglia Vinsmoke, un clan di assassini geneticamente modificati.

## Concezione e sviluppo
Il primo prototipo per Sanji è dato dal cavaliere Romeo presente nella storia mai pubblicata intitolata Great Swordsmen: assieme a Romeo, il secondo protagonista dell'opera è Ryuma, prototipo di Zoro. Esattamente come i due personaggi di One Piece, Romeo e Ryuma erano legati da una forte rivalità, ed erano continuamente in competizione per provare chi tra loro due fosse il migliore.
L'aspetto iniziale previsto per Sanji era abbastanza simile all'attuale: le uniche differenze erano i capelli scuri, l'assenza del ciuffo, le sopracciglia normali e il fatto che combattesse con due pistole. L'aspetto attuale è tratto dal personaggio di Mr. Pink, interpretato da Steve Buscemi nel film Le iene.
Come rivelato dall'autore, inizialmente per il personaggio era stato pensato il nome Naruto, modificato poi in seguito alla pubblicazione del manga omonimo; il nome poi utilizzato, "Sanji", fa riferimento al fatto che lui è il terzo figlio maschio della famiglia Vinsmoke ("三?, san" significa appunto "tre").

## Biografia del personaggio

### L'infanzia, il Mare Orientale e la prima metà della Rotta Maggiore
Sanji è il quartogenito della famiglia Vinsmoke: al contrario dei suoi fratelli, cinici e violenti a causa degli esperimenti del padre Judge, Sanji era un normale bambino con una passione innata per la cucina ereditata dalla madre Sora; la donna infatti, per prevenire tali mutazioni, durante la gravidanza assunse un farmaco che però ebbe effetto solo su Sanji. Maltrattato dai fratelli e disconosciuto dal padre, dopo la morte della madre Sanji decise di fuggire e, aiutato dalla sorella Reiju, si imbarcò su una nave come aiuto cuoco; tempo dopo la nave venne assaltata dai pirati di Zef: a causa di una tempesta Sanji cadde in acqua e Zef si tuffò in mare per salvarlo, approdando su di uno scoglio: qui Zef donò al bambino una sacca che a suo dire conteneva un terzo dei viveri che era riuscito a recuperare mentre lui avrebbe tenuto il resto. Dopo settanta giorni senza cibo, Sanji decise di rubare i viveri del pirata scoprendo che la sua sacca era piena di oro e gioielli e che lui, per sopravvivere, si era amputato e mangiato una gamba. Zef gli rivela quindi perché l'ha salvato: entrambi sognano di trovare l'All Blue, un leggendario tratto di mare in cui si può trovare qualsiasi tipo di pesce. Salvati, decisero di aprire insieme un ristorante galleggiante, il Baratie, e Zef insegnò a Sanji a combattere con i calci per preservare le mani per la sola cucina.
Anni dopo al Baratie giunge la neonata ciurma di Cappello di paglia, comprendente il capitano Monkey D. Rufy, lo spadaccino Roronoa Zoro, la ladra Nami e il cecchino Usop. Contestualmente giunge al ristorante Gin, secondo in comando della flotta di Creek, in procinto di morire di fame dopo che la flotta è stata decimata da Drakul Mihawk nella Rotta maggiore. Nonostante Sanji decida di sfamare il pirata, questi porta al ristorante il suo capitano, intenzionato a rubare la nave ristorante: durante gli scontri Gin, in segno di riconoscenza, si sacrifica per salvare Sanji dal gas velenoso lanciato da Creek, mentre questi viene sconfitto da Rufy. Sanji si unisce quindi a Rufy e ai compagni in qualità di cuoco, ringraziando Zef per essersi preso cura di lui fino a quel momento. Assieme ai suoi nuovi compagni affronta la ciurma di Arlong e il capitano della marina Smoker, riuscendo a entrare nella Rotta maggiore. Qui conoscono la principessa di Alabasta Nefertari Bibi, scoprendo che il suo regno è stato preso di mira dal membro della Flotta dei sette Crocodile. Giunti ad Alabasta la ciurma, cui si è unito il medico di bordo TonyTony Chopper, si scontra con la Baroque Works, organizzazione capeggiata da Crocodile: nello specifico Sanji affronta e sconfigge Mr. 2. Dopo l'avventura nell'isola nel cielo, dove affronta il sacerdote di Ener Satori, e l'incontro con Foxy Sanji, Zoro e Rufy provano a fermare l'ammiraglio della Marina Aokiji dall'intento di catturare Nico Robin, archeologa e ex braccio destro di Crocodile unitasi nel frattempo alla ciurma. Quando Robin viene poi rapita dalla CP9 la ciurma, assieme al cyborg Franky, assalta l'isola di Enies Lobby per liberarla: Sanji, dopo aver neutralizzato sul Treno del mare il cuoco Wanze, giunto all'isola viene sconfitto da Califa, rifiutandosi di colpirla in quanto donna, per poi riprendersi e eliminare Jabura. A seguito di ciò la marina gli pone una taglia sulla testa, ma anziché tramite una foto viene rappresentato mediante un disegno non molto rassomigliante. A Thriller Bark la ciurma conosce lo scheletro musicista Brook e si imbatte nella ciurma di Gekko Moria: Sanji affronta Absalom, per poi tentare di sacrificarsi al posto di Zoro per proteggere Rufy da Orso Bartholomew, venendo però neutralizzato dal compagno. 
All'arcipelago Sabaody, dopo aver conosciuto la sirena Kayme, incontra Duval, un cacciatore di taglie il cui volto è identico alla foto sul manifesto da ricercato di Sanji: nonostante Duval tenti di ucciderlo, riesce a sconfiggerlo cambiandogli i connotati. Dopo che Rufy aggredisce un Nobile mondiale per difendere Kaymie vengono attaccati dall'ammiraglio Kizaru e nuovamente da Bartholomew, che spedisce i membri in varie parti del mondo: Sanji finisce a Momoiro dove incontra Emporio Ivankov, il quale, appreso che si tratta di un compagno di Rufy, decide di allenarlo per i due anni successivi.

### Il Nuovo Mondo
Tornato alle isole Sabaody, Sanji si ricongiunge con la ciurma e, giunti all'isola degli uomini-pesce, contribuiscono a sventare una cospirazione ai danni del regno da parte di Hody Jones e dei suoi pirati. Giunti nel Nuovo Mondo, sbarcano a Punk Hazard, dove si alleano con la ciurma dei pirati Heart capitanata da Trafalgar Law al fine di rovesciare l'Imperatore Kaido. Qui catturano lo scienziato Caesar Clown, produttore di frutti del diavolo artificiali e protetto di Donquijote Do Flamingo, il quale si arricchisce vendendo tali frutti al mercato nero e in particolar modo proprio a Kaido. Incontrano inoltre il samurai Kin'emon e Momonosuke, che si uniscono a loro. A Dressrosa, dopo essere sfuggiti a Doflamingo, Sanji, Nami, Brook e Chopper vengono assaltati dalla nave dell'Imperatrice Big Mom, venendo obbligati a separarsi temporaneamente dalla ciurma. I quattro si dirigono a Zo, dove conoscono la tribù dei visoni: qui Sanji viene rapito da Capone Bege, membro della ciurma di Big Mom, per costringerlo a sposarsi con Charlotte Pudding, figlia dell'imperatrice, per stipulare un'alleanza tra la famiglia Charlotte e i Vinsmoke.
Inizialmente Sanji, dopo un alterco con Rufy, acconsente all'unione a patto che i suoi compagni, giunti su Whole Cake Island per salvarlo, possano salpare sani e salvi; tuttavia, quando viene a sapere che tale matrimonio è una farsa per eliminare tutti i Vinsmoke, Sanji chiede aiuto al suo capitano, ottenendolo. Grazie alla mediazione di Jinbe, formano quindi un'alleanza con Bege per eliminare Big Mom durante il matrimonio. Dopo aver mandato a monte il piano per l'eliminazione dei Vinsmoke, sono tuttavia costretti a ritirarsi per il fallimento del piano architettato da Bege. Sfuggiti miracolosamente all'imperatrice giungono a Wa, quartier generale di Kaido: qui scoprono la verità sulle origini di Kin'emon e compagni, venendo a conoscenza inoltre della storia di Kozuki Oden. Riunitisi, i pirati di Cappello di paglia e i samurai assaltano Onigashima, sede della ciurma di Kaido: qui Sanji, dopo essere stato brevemente catturato da Black Maria e liberato da Robin, affronta e neutralizza Queen grazie anche al manifestarsi delle modifiche genetiche operate sui Vinsmoke da Judge. Salpata da Wa, dopo aver incontrato Jewelry Bonney ed essere giunta a Egghead la ciurma incontra il dottor Vegapunk, che chiede a Rufy di aiutarlo a fuggire dall'isola consapevole che il Governo stia cercando di ucciderlo per le sue ricerche sul secolo buio: intercettati dalla CP0 e dai Cinque Astri di Saggezza, Sanji affronta l'ammiraglio Kizaru per difendere Bonney e Vegapunk, per poi fuggire assieme agli altri aiutati dai pirati Guerrieri Giganti.

## Descrizione

### Aspetto fisico
Sanji è un ragazzo biondo, con un ciuffo di capelli che gli copre l'occhio sinistro; dopo i due anni di allenamento i suoi capelli sono leggermente più lunghi, con il ciuffo a coprire l'occhio destro, e gli è cresciuto un pizzetto. Caratteristica peculiare del suo aspetto sono le sopracciglia, che presentano entrambe un ricciolo sulla destra. È solito vestirsi elegantemente, con giacca e cravatta scure. Alla prima apparizione ha 19 anni.

### Carattere e personalità
Sanji è un cuoco perennemente alla ricerca di belle ragazze da servire: tende infatti a comportarsi meglio con le donne che con gli uomini, assumendo modi galanti e raffinati in loro presenza e disprezzando chiunque le ferisca in qualsiasi maniera; lui stesso non colpisce mai una donna, anche se sua nemica. Nonostante questi atteggiamenti cavallereschi non sono pochi i momenti in cui manifesta un lato più pervertito soprattutto in presenza di Nami, la quale puntualmente finisce con il prenderlo a botte o con l'obbligarlo a svolgere dei compiti per lei e Robin. Oltre che con le due ragazze ha in generale un buon rapporto con tutti i membri della ciurma eccetto Zoro, con il quale spesso litiga per inezie; paradossalmente, proprio Zoro e Sanji sono stati definiti da Oda come i due elementi più importanti della ciurma per il capitano, soprannominandoli "le ali di Rufy". 
A causa del suo passato disprezza qualsiasi atteggiamento che comporta lo spreco di cibo, non esitando a picchiare senza pietà chiunque metta in atto tali atteggiamenti. È un accanito fumatore: ciò è stato censurato negli Stati Uniti, dove Sanji presenta un lecca-lecca al posto delle sigarette. Il suo sogno è trovare l'All Blue (オールブルー?, Ōru Burū), un mare leggendario dove si dice si trovino i pesci di tutti i mari.

### Taglia
La prima taglia assegnata a Sanji dopo la battaglia di Enies Lobby è di 77 milioni di berry: al contrario di quelli dei suoi compagni, tuttavia, sul suo avviso da ricercato non è presente una foto, dal momento che il fotografo si era dimenticato di togliere il copri-obiettivo, ma un identikit solo vagamente somigliante al cuoco. Dopo gli eventi di Dressrosa la sua taglia viene portata a 177 milioni: sebbene su questo avviso sia presente una vera fotografia, al posto del classico "dead or alive" venne inserita la dicitura "only alive" su pressione della sua famiglia. Dopo la fuga da Tottoland la sua taglia raggiunge i 330 milioni: nonostante il ritorno al classico "dead or alive" e la soddisfazione per aver superato quella di Zoro (320 milioni), Sanji resta deluso nello scoprire che sul manifesto è ora riportato il suo nome completo, legandolo indissolubilmente alla sua famiglia. In  seguito agli eventi di Wa la sua taglia viene aggiornata a 1 miliardo e 32 milioni di berry.

## Stile di combattimento
Essendo un cuoco Sanji preferisce usare le mani soltanto per cucinare e per questo ha sviluppato uno stile di combattimento basato esclusivamente sui calci, che gli ha fatto guadagnare il soprannome di "Gamba nera" (黒脚?, Kuro ashi); i nomi dei suoi attacchi sono in francese e rimandano a pietanze o metodi di cucina. Ruotando velocemente su sé stesso, Sanji può sfruttare l'attrito per rendere incandescenti le sue gambe: tale tecnica è chiamata Diable Jambe (悪魔風脚?, Diaburu Janbu, lett. "Gamba del diavolo") e aumenta notevolmente la potenza dei suoi colpi causando anche ustioni e talvolta incendiando il nemico. Durante i due anni di allenamento, a furia di sfuggire ai travestiti di Momoiro Sanji ha imparato a correre a pelo d'acqua, volare scalciando l'aria con grande potenza e a padroneggiare l'ambizione della percezione e dell'armatura specializzandosi nell'utilizzo della prima. Dopo l'assalto al tea party di Big Mom la sua famiglia gli regala una delle loro Raid Suit (レイドスーツ?, Reido Sūtsu), delle particolari tute a memoria di forma: oltre a essere pressoché indistruttibile e ad assorbire buona parte dei danni ricevuti, la tuta di Sanji, detta Stealth black (ステルス・ブラック?, Suterusu Burakku), gli consente di diventare invisibile e risveglia in lui gli effetti degli esperimenti compiuti da suo padre, ossia un notevole incremento di forza, velocità, capacità di guarigione e resistenza; temendo tuttavia di diventare insensibile e disumano come i suoi fratelli Sanji decide di distruggerla.

## Accoglienza
Nei sondaggi tra i fan in Giappone è risultato con continuità il terzo personaggio più amato della serie, tranne nel 1998 e nel 2014, in cui ha ricoperto la quarta posizione. Per rassicurare i lettori, frustrati da un'assenza di quasi due anni del personaggio durante gli archi narrativi di Dressrosa e Zo, l'autore Eiichirō Oda ha annunciato direttamente il ritorno di Sanji nel 2016 e un contemporaneo approfondimento del suo passato in un arco narrativo a lui dedicato, che sarebbe poi diventato l'arco di Whole Cake Island.
Il personaggio ha fatto la sua apparizione anche al di fuori della serie: in occasione del ventunesimo anniversario di serializzazione di One Piece, gli autori del manga Food Wars! Shokugeki no Soma hanno realizzato un capitolo manga one-shot con protagonista Sanji, chiamato Food Wars! Shokugeki no Sanji, e apparso nel numero 34 di Weekly Shōnen Jump del 23 luglio 2018. Un secondo capitolo è stato pubblicato il 4 gennaio 2021 in occasione del millesimo capitolo di One Piece.
Compare inoltre come uno dei rappresentanti del manga nel videogioco Jump Force.

### Merchandise
A Sanji è dedicato il libro di ricette Sanji no manpuku gohan (サンジの満腹ごはん?), pubblicato a novembre 2012 da Shūeisha e scritto dall'esperto di cucina Nami Iijima con ricette ispirate a One Piece; in Italia è stato distribuito da Star Comics con il titolo One Piece - Le ricette piratesche di Sanji il 29 ottobre 2021. L'azienda Imperial Enterprise ha inoltre realizzato un orologio a tiratura limitata dedicato al personaggio, chiamato All Blue. Nel dicembre 2019 a Kumamoto, città natale di Eiichiro Oda, sono state create delle statue in bronzo raffiguranti Sanji e Usop come omaggio all'autore.